# Alfredo Oriani

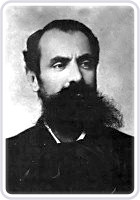
Alfredo Orani

Alfredo Oriani, född 22 augusti 1852 i Faenza, död 18 oktober 1909, var en italiensk romanförfattare och historiker.
Under livstiden förbisedd kom Oriani genom fascismens seger att bli en Italiens mest uppmärksammade författare, mindre genom sina skönlitterära verk än genom sina arbeten av politisk och historisk karaktär som Fino a Dogali (1889), La lotta politica in Italia (1892) och La rivolta ideale (1908), där Oriani i fråga om idéer och retorik var Benito Mussolinis direkte föregångare. Därutöver märks den självbiografiska romanen La disfatta (1896). Orianis samlade verk utgavs från 1925 på italienska statens bekostnad.